# Tatort: Blaßlila Briefe
Blaßlila Briefe ist die 139. Folge der Fernsehreihe Tatort. Die vom Südwestfunk (SWF) produzierte Folge wurde erstmals am 25. Juli 1982 im Ersten Programm der ARD ausgestrahlt. Für Kriminalhauptkommissarin Hanne Wiegand (Karin Anselm) ist es der zweite Fall. Es geht um den Tod einer Frau, die scheinbar gar nicht existiert hat.

## Handlung
Der verheiratete Lutz Waldner hat ein Verhältnis mit der ebenfalls verheirateten Grete Steinbeiss. Um das Verhältnis vor ihrem Mann kaschieren zu können, tarnt er seine Briefe als solche ihrer angeblichen alten Schulfreundin Marion Winterfeld. Der Immobilienmakler Waldner hat für sich und seine Geliebte eine Wohnung als Liebesnest für ihre ungestörten Stunden zu zweit besorgt, die Wohnung läuft auf den Namen der angeblichen Freundin Marion. Da Jürgen Steinbeiss misstrauisch wird, beschließt Lutz, eine Freundin von ihm, die Theaterschauspielerin Vera Kraske, zu engagieren, damit Grete sie ihrem Mann als ihre Schulfreundin vorstellen kann. Nachdem Lutz den Plan mit Vera besprochen hat, muss Waldner feststellen, dass er von seiner Frau beobachtet wurde, diese stellt ihn zur Rede und hält Vera für seine Affäre. Da Leugnen zwecklos ist, räumt Waldner das Verhältnis ein, möchte jedoch weiter mit seiner Frau zusammenleben, das Verhältnis werde er beenden. Herr Steinbeiss wird derweil ebenfalls immer misstrauischer, deswegen verabredet er sich mit Vera, die er für Marion hält. Grete drängt auf ein Treffen mit Lutz, sie ist ebenfalls eifersüchtig auf Vera, doch Lutz macht ihr klar, dass er sich wegen seiner Frau bis auf Weiteres nicht mehr mit ihr treffen kann, Grete ist außer sich vor Wut und Verzweiflung.
Als Jürgen Steinbeiss die offen stehende Wohnung der angeblichen Marion betritt, findet er dort die Leiche von Vera Kraske vor. Anstatt die Polizei zu rufen, verlässt er die Wohnung und fährt zurück nach Hause. Im Haus wird er aus der Nachbarwohnung beobachtet. Kurz darauf finden Nachbarn die Leiche und verständigen die Polizei. Kriminalhauptkommissarin Wiegand und ihr Assistent Korn erfahren am Tatort, dass die Frau mit zwei Messerstichen erstochen wurde, zudem hatte sie ausgetretenes Gas aus dem Herd eingeatmet, Selbstmord scheidet aus. Wiegand und Korn fällt auf, dass sich keine persönlichen Gegenstände der Frau in der Wohnung befinden. Der Hausmeister erzählt den Beamten, dass es sich bei der Wohnung um die Musterwohnung des Maklers Lutz Waldner handele und er sie persönlich an Marion Winterfeld vermietet und diese auch regelmäßig besucht habe, die Frau habe er allerdings nicht gekannt. Zu Hause erzählt Steinbeiss seiner Frau, dass Marion erstochen worden ist. Er fragt sie, ob sie ihre Freundin getötet habe, was sie jedoch bestreitet, obwohl sie erst kurz vor ihrem Mann nach Hause zurückgekehrt ist. Die Beamten versuchen derweil vergeblich, Waldner ausfindig zu machen, der auf einer Geschäftsreise ist, dafür haben sie Blumen, die Steinbeiss für Marion gekauft und in der Wohnung zurückgelassen hatte, gefunden, von der Blumenverkäuferin erhalten sie eine Beschreibung von Steinbeiss. 
Wiegand sucht das Ehepaar Steinbeiss auf, weil die Polizei einen der codierten Briefe in der Wohnung gefunden hat, auch ein Brief von Lutz an Grete hat die Polizei im Umschlag gefunden. Grete verliert die Fassung, als ihr Mann den Brief von Lutz liest und sagt Wiegand gegenüber aus, dass es möglich gewesen sei, dass ihre Freundin ein Doppelleben geführt hatte. Steinbeiss gibt derweil seiner Frau ein Alibi. Wiegand und Korn suchen Frau Waldner auf, sie gibt vor, nichts über die Geschäfte ihres Mannes zu wissen und noch nie in der Wohnung gewesen zu sein. Korn hat unterdessen herausgefunden, dass keine Marion Winterfeld im Einwohnermeldeamt gemeldet ist, einen Mietvertrag für die Wohnung konnte Waldners Sekretärin auch nicht finden. In einem Tonbandgerät hat Wiegand eine Kassette mit einer Sprechprobe Veras für ein Strindberg-Stück gefunden, sie kann das Theater ausfindig machen, in dem das Stück geprobt wird, der dortige Intendant kann die Tote schließlich als Vera Kraske identifizieren. In der Karolastraße, wo sie gefunden wurde, habe sie nicht gewohnt. Korn sucht die Pension auf, in der Vera Kraske gewohnt hat, und findet dort Hinweise auf eine Verbindung zu Waldner, so auch das Geld, das Waldner ihr für ihr Schauspiel gezahlt hatte. Wiegand grübelt darüber, warum Grete Steinbeiss die Tote als ihre Freundin Marion identifiziert hatte und Jürgen Steinbeiss bestreitet, in der Wohnung gewesen zu sein, obwohl die Blumen eindeutig von ihm stammen, als Frau Waldner sie unerwartet aufsucht. Sie macht sich Sorgen um ihren Mann und berichtet von ihrem Streit mit ihrem Mann. In diesem Moment erfährt Wiegand, dass der Nachbar Mau vermisst wird, die Polizei bricht seine Wohnung auf und findet ihn auf dieselbe Weise ermordet vor wie zuvor Vera Kraske in der Nachbarwohnung. 
Als Wiegand und ihre Kollegen den Tatort sichern, taucht Lutz Waldner auf und betritt die Wohnung Winterfeld, Wiegand spricht ihn an und unterrichtet ihn vom Tod Kraskes. Walder berichtet ihr von seinem Verhältnis mit Grete Steinbeiss und dem Versteckspiel mit der angeblichen Marion, für das er Vera engagiert hatte. Der ebenfalls ermordete Nachbar Mau hat mit dem Versteckspiel nichts zu tun gehabt. Waldner gibt weiterhin an, sich mit seiner Frau dahingehend geeinigt zu haben, dass er das Verhältnis mit Grete beendet. Das Alibi von Frau Waldner stellt sich kurz darauf als falsch heraus. Assistent Korn findet unterdessen heraus, dass das Messer, das als Tatwaffe verwendet wurde, von Waldner gekauft wurde und befragt ihn, doch dieser kann ein Alibi vorweisen. Am nächsten Morgen lädt Wiegand Grete Steinbeiss vor und hält ihr vor, die Polizei angelogen zu haben. Diese räumt ihre Lügen und ihr Verhältnis mit Lutz Waldner ein. Als Frau Waldner dies mithört, bricht sie ohnmächtig zusammen. Wiegand beobachtet eine Auseinandersetzung der beiden Frauen nach der Befragung vor dem Präsidium und beauftragt Korn mit der Observierung Frau Waldners. Kurz darauf sucht Jürgen Steinbeiss Wiegand auf und gibt zu, dass er doch in der Wohnung war und die Leiche gesehen hat, Wiegand ist nicht überrascht, da sie ihn nicht mehr verdächtigt. Steinbeiss erfährt bei dieser Gelegenheit von der Ermordung des Nachbarn und kann aussagen, von einer ihm unbekannten Frau in Maus Wohnung gesehen worden zu sein. 
Von Korn beobachtet, treffen sich Lutz Waldner und Grete Steinbeiss, sie will das Verhältnis mit ihm fortsetzen und versichert ihm, nicht die Mörderin zu sein, sie habe Vera in der Wohnung aufgesucht, sie habe noch gelebt, als sie gegangen sei. Er macht ihr klar, dass das Verhältnis endgültig beendet ist und er bei seiner Frau bleibe. Bei einer Hausdurchsuchung bei den Waldners finden die Beamten Überweisungsbelege, die beweisen, dass Frau Waldner Herrn Mau DM 300 überwiesen hat. Zudem konfrontiert Wiegand Frau Waldner damit, dass sie von Jürgen Steinbeiss am Tatort gesehen wurde. Da Frau Waldner die Aussage verweigert, blufft Wiegand sie, indem sie ihr vorspiegelt, ihr Mann habe sich ins Ausland abgesetzt. Daraufhin gesteht Frau Waldner, Vera Kraske in der Annahme, sie sei die Geliebte ihres Mannes, getötet zu haben, Herrn Mau tötete sie, weil er plötzlich in der Tür stand und alles gesehen hatte. Frau Waldner übergibt Wiegand die Tatwaffe, Herr Mau war ihr Informant, der sie über das Verhältnis in Kenntnis gesetzt hatte. Frau Waldner wird festgenommen.

## Einschaltquote und Hintergrund
Bei der Erstausstrahlung konnte diese Folge 12,56 Mio. Zuschauer binden, was einem Marktanteil von 35 % entsprach. Die Folge wurde in Baden-Baden und Umgebung sowie in Freiburg zwischen dem 12. Oktober und dem 20. November 1981 gedreht.

## Kritik
Die Kritiker der Fernsehzeitschrift TV Spielfilm beurteilen diesen Tatort positiv und fanden, der „gut abgehangene Krimi-Oldtimer […] ohne Nostalgiebonus“ sei eine „Mörderjagd mit Verstand und Gefühl“.